# What's the Time Mr. Wolf?
What's The Time Mr. Wolf? è l'album di debutto dei Noisettes, pubblicato il 5 febbraio 2007 nel Regno Unito dalla Vertigo Records ed il 17 aprile 2007 negli Stati Uniti dalla Universal Records.
Dall'album sono stati estratti cinque singoli: IWE, Scratch Your Name, Don't Give Up, Sister Rosetta (Capture the Spirit) e The Count of Monte Christo.

## Tracce
1. Don't Give Up (Shingai Shoniwa, Dan Smith, Jamie Morrison) – 2:31
2. Scratch Your Name (Shoniwa, Smith, Morrison) – 3:11
3. The Count of Monte Cristo (Shoniwa, Smith, Morrison) – 4:14
4. Sister Rosetta (Capture the Spirit) (Shoniwa, Smith, Morrison) – 2:56
5. Bridge to Canada (Shoniwa, Smith, Morrison) – 3:25
6. IWE (Shoniwa, Smith, Morrison) – 3:30
7. Nothing to Dread (Shoniwa, Smith, Morrison) – 2:49
8. Mind the Gap (Shoniwa, Smith) – 3:44
9. Cannot Even (Break Free) (Shoniwa) – 4:08
10. Hierarchy (Shoniwa, Smith) – 4:18
  - Never Fall in Love Again (Shoniwa, Smith, Morrison) – 3:27 [traccia nascosta]
11. Speedhorn – 4:39 [bonus track giapponese]
12. What Kind of Model – 3:30 [bonus track giapponese]